# エアソウル
エアソウル（朝: 에어서울, 英: Air Seoul）は、韓国の格安航空会社。
2015年4月7日、アシアナ航空によって仁川国際空港、金浦国際空港を拠点とする格安航空会社として設立された。2015年10月19日、韓国の国土交通部に事業免許を申請、12月28日、運送事業免許を取得した。
2016年7月11日にソウル（金浦）～済州間の国内線に、アシアナ航空のコードシェア便として運航を開始し、この路線は9月29日まで運航された。
2016年8月30日、日本の国土交通省より外国人国際航空運送事業の経営許可を得た。2016年10月より国際線の運航を開始した。2017年1月11日より、全ての便でアシアナ航空とコードシェアを実施している。
2017年上半期までに、16路線に就航予定である。

## 就航都市
| 国         | 都市                                   |
| ---------- | -------------------------------------- |
| 韓国       | ソウル/仁川、ソウル/金浦、済州         |
| 日本       | 東京/成田、大阪/関西、福岡、高松、米子 |
| 中国       | 張家界                                 |
| ベトナム   | ダナン、ニャチャン                     |
| フィリピン | ボホール                               |

## 機材

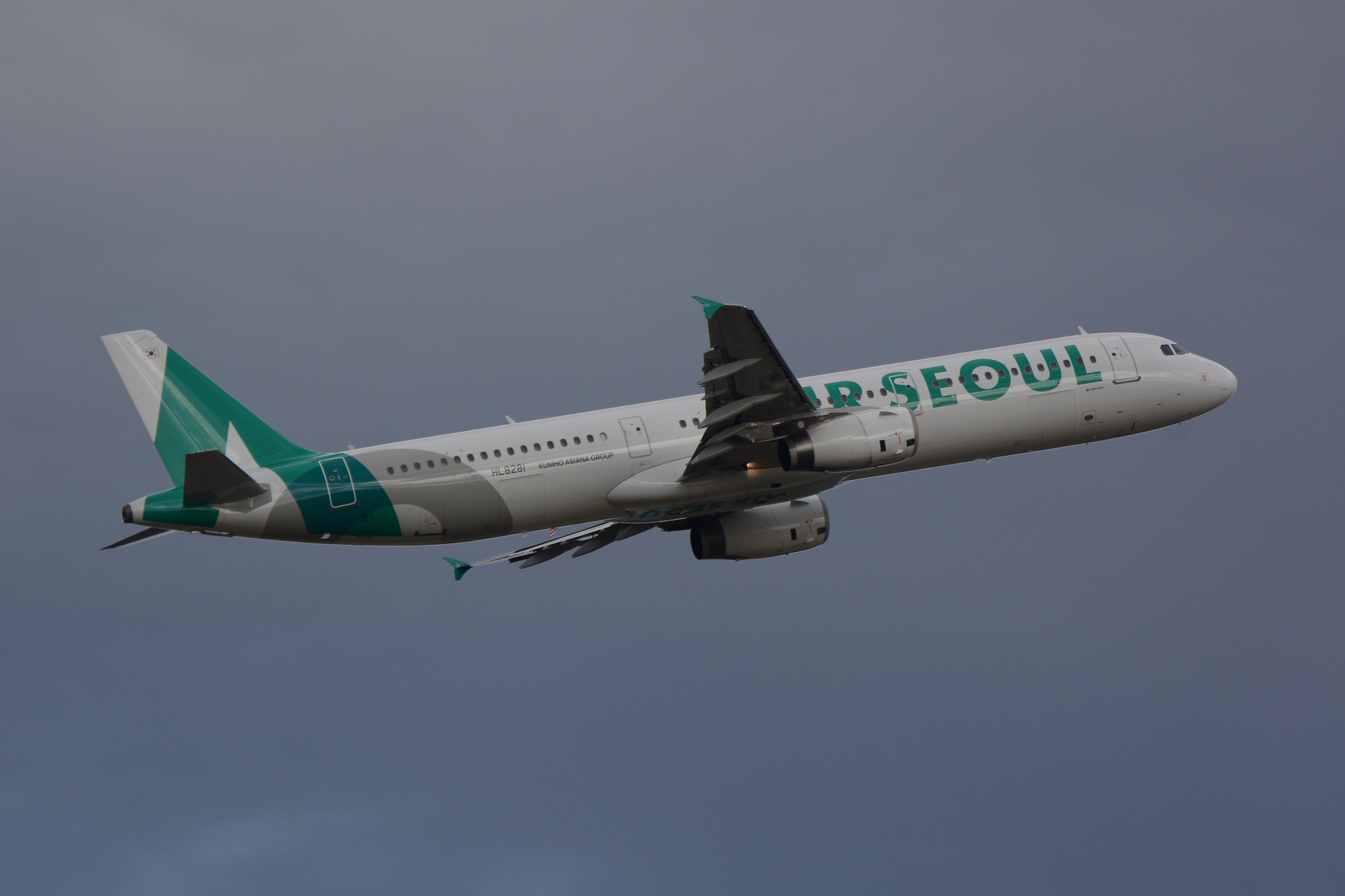
エアソウルのエアバスA321型機

| 機種             | 保有数 | 座席数  |
| ---------------- | ------ | ------- |
| エアバスA321-200 | 6      | 195/220 |
| 合計             | 6      |         |

## サービス
- 座席指定は有料(5,000ウォンから)[14]
- 受託手荷物は1個、15kgまで無料[15]。

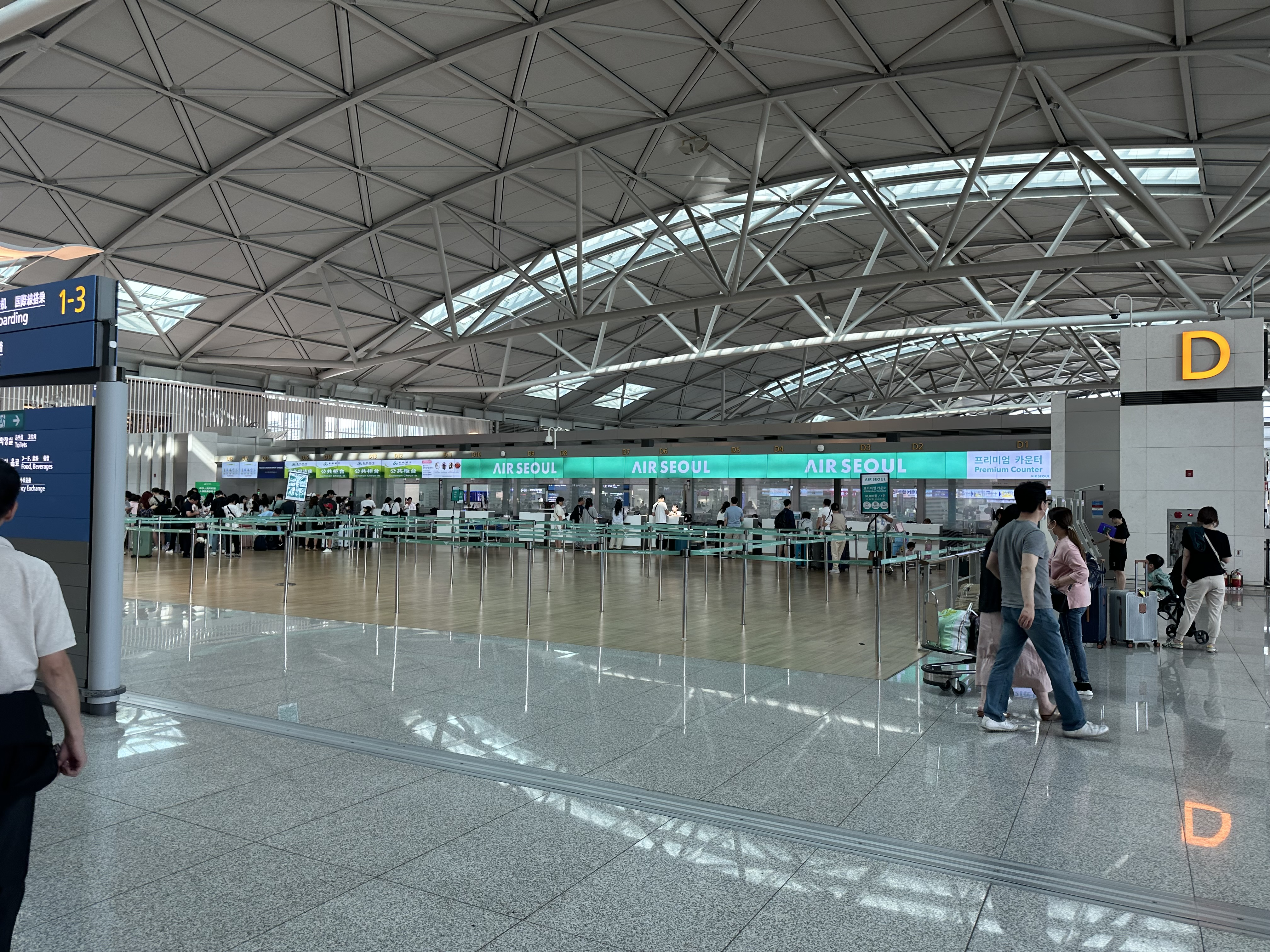
仁川国際空港にてエアソウルのカウンター

- 機内では、ミネラルウォーター、ジュースのみ無償で提供される[16]。
- 機内食は事前予約が必要であり[17]、軽食やアルコール類は機内販売される[18]。
- 機内には女性専用のトイレを設置[19]、Nintendo Switchを無料で貸し出している[20]。